# Ulvi (Rägavere)
Ulvi – wieś w Estonii, w prowincji Virumaa Zachodnia, w gminie Rägavere.